# 舒梅爾利亞區

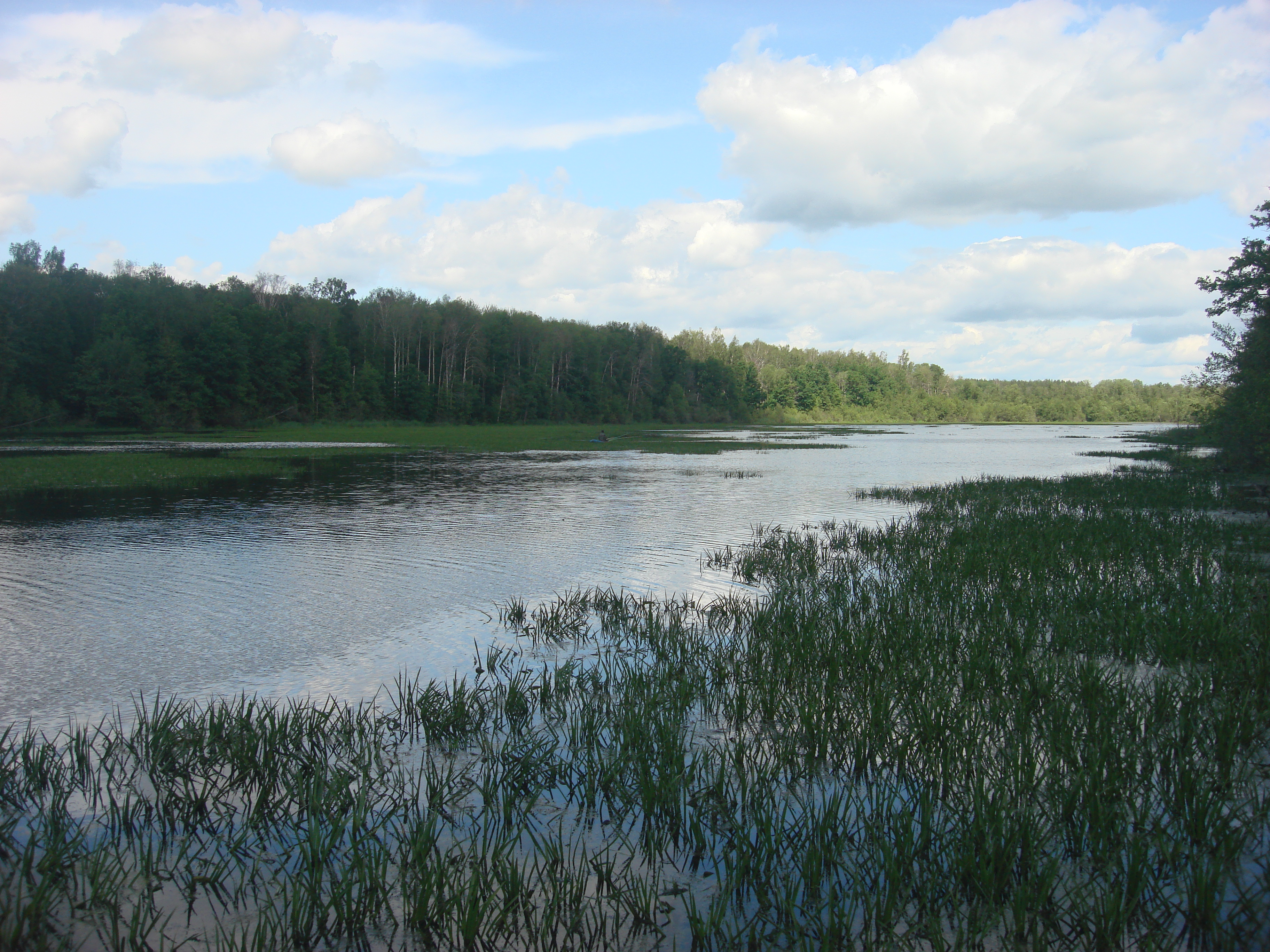

55°32′00″N 46°25′00″E / 55.5333°N 46.4167°E
舒梅爾利亞區（俄语：Шумерлинский район），是俄羅斯的一個區，位於該國西部，由楚瓦什共和國負責管轄，始建於1935年1月9日，面積1,048平方公里，2010年人口10,765，人口密度每平方公里10.28人。